# Les Japs attaquent
Les Japs attaquent est la première histoire des aventures de la série Buck Danny. Elle est publiée pour la première fois du no 455 au no 505 du journal Spirou et reprise sous forme d'album en 1948.

## Histoire
En 1946 le liégeois Georges Troisfontaines, patron de l’agence de presse World Press fournissant des bandes dessinées à l’hebdomadaire Spirou (autorisé à reparaître le 5 octobre 1944), persuade Victor Hubinon, alors dessinateur inconnu, de réaliser une bande dessinée ayant pour héros des as de l’aviation américaine. « Admirable vendeur de tout et n’importe quoi », Troisfontaines scénarise lui-même les douze premières planches qui couvrent l'attaque de Pearl Harbor. Après avoir « expédié un an de guerre du Pacifique en treize pages bourrées d’invraisemblances », Troisfontaines se décide à appeler à la rescousse Jean-Michel Charlier : celui-ci avait déjà collaboré avec Hubinon pour réaliser un court récit, L’agonie du Bismarck, publié de septembre à décembre 1946 dans Spirou.
L'histoire est dessinée par Hubinon pour les personnages mais Jean-Michel Charlier se charge lui-même des éléments techniques (décors, avions, bateaux, véhicules divers). La vraie bataille de la mer de Corail est mal connue de Charlier qui tire ses connaissances de journaux à l'usage des militaires américains glanés dans les poubelles des casernes de Liège occupées par ceux-ci et les premiers livres de correspondants de guerre. Les photos et documents techniques très rares à l'époque expliquent les imperfections et les erreurs de certains dessins. Le scénario de ce premier Buck Danny est encore très simpliste et s'appuie sur des faits historiques pour broder des aventures pas toujours plausibles. Le style du graphisme est en devenir ; cependant, compte tenu de la faible documentation disponible sur l'aviation japonaise, le réalisme des dessins était très supérieur à ce qui se faisait à l'époque. Les premières planches sont publiées dans le Journal Spirou du 2 janvier 1947.
Sous l'impulsion du dessinateur Jijé, Jean-Michel Charlier abandonne rapidement le dessin pour se consacrer seulement à l'élaboration des scénarios dans les histoires suivantes.
Un procès avec les ayants droit de Jean-Michel Charlier a eu lieu en 1996-1997, qui reconnaîtra à Georges Troisfontaines la co-paternité du personnage.

## Résumé
L'histoire commence le 26 juillet 1941 à New York où Buck, un jeune diplômé, est en train de chercher du travail tandis que le Japon, sous le coup de l'embargo américain sur le pétrole, menace de lancer l'offensive dans le Pacifique. Buck arrive le 2 novembre à Pearl Harbor et y assiste, le 7 décembre, à l'attaque par l'aviation japonaise. Ayant survécu, il s'engage dans l'aviation américaine, et est affecté en tant que capitaine au porte-avions USS Lexington. Il participe à de nombreuses missions de reconnaissance et d'attaque au cours de la bataille de la mer de Corail. Bien qu'il ait été abattu à deux reprises, il arrive à chaque fois à se sauver avec l'aide de la population locale. Il participe activement à des combats sur l'île de Guadalcanal et celle de Misima. Cet album, qui est le premier épisode de la série, comme sa suite Les Mystères de Midway, relève du genre documentaire : le personnage principal y est davantage un témoin qu'un acteur essentiel. Il assiste et participe aux différentes actions militaires liées au contexte historique authentique du début de la guerre du Pacifique, depuis Pearl Harbor jusqu'à l'issue de la bataille de la mer de Corail.

## Contexte historique
L’attaque de Pearl Harbor est une attaque surprise menée par les forces aéronavales japonaises le 7 décembre 1941 contre la base navale américaine de Pearl Harbor située sur l’île d’Oahu, dans le territoire américain d’Hawaï. Autorisée par l'empereur du Japon Hirohito en réaction à l'embargo pétrolier imposé par les États-Unis cinq mois plus tôt en réponse à l'expansionnisme du Japon Shōwa, elle vise à détruire la flotte du Pacifique de l’United States Navy. Cette attaque provoque l'entrée des États-Unis dans le conflit mondial.
La bataille des Philippines résulte de l'invasion du Commonwealth des Philippines par l'empire du Japon en 1941-1942 et de la défense de l'archipel par les troupes philippines et américaines. Cette bataille s'est traduite par une victoire japonaise mais la résistance des troupes philippino-américaines, surtout dans la péninsule de Bataan a permis de retarder les attaques et occupations japonaises d'autres secteurs de l'Extrême-Orient et de faciliter la contre-attaque alliée dans le Sud-Ouest Pacifique de la fin 1942.
La bataille de la mer de Corail est une bataille navale de la guerre du Pacifique, durant la Seconde Guerre mondiale, qui opposa du 4 au 8 mai 1942 la marine impériale japonaise et les forces alliées navales et aériennes des États-Unis et de l’Australie. Cet affrontement est la première bataille uniquement aéronavale de l'histoire, dans laquelle les forces navales en présence s'affrontèrent par avions interposés sans jamais être à portée de canon. Le 8 mai, les avions de reconnaissance des deux camps se repérèrent mutuellement et, dans les échanges de raids qui suivent, le Shōhō est perdu et le Shōkaku gravement endommagé, alors que le Zuikaku, seul porte-avions encore apte aux opérations aériennes, a perdu la moitié de ses avions et doit retourner au Japon pour remplacer ses pertes. Aucun des porte-avions japonais présents alors ne peuvent participer à la bataille de Midway qui a lieu moins d'un mois plus tard. Côté américain, le Lexington est coulé et le Yorktown gravement endommagé rentre à Pearl Harbor tant bien que mal pour y être réparé.

## Personnages
- Buck Danny : héros de l'histoire, son prénom (de l'argot américain « Buck » qui signifie dollar) n'est mentionné qu'à la dernière image de la première page, et son nom de famille (clin d'œil à Bugs Bunny[3]) n'apparaît qu'à la neuvième page. Diplômé ingénieur, il est employé par la Beauchamp Naval Company sur ses chantiers de Pearl Harbor. Témoin direct de l'attaque japonaise du 7 décembre 1941, il s'engage dans l'aviation américaine et y obtient d'emblée le grade de capitaine.
- Pearson, chef de service de Buck Danny à Pearl Harbor, il vit les mêmes événements, mais n'apparaît plus après la septième page.
- Lee, ingénieur chinois aux chantiers de Pearl Harbor, « immédiatement antipathique » à Buck Danny. C'est en réalité un agent japonais, démasqué par Danny et Pearson, mais qui réussit à s'enfuir sur un canot, puis à bord d'un sous-marin japonais.
- Le directeur du chantier naval de Pearl Harbor ; vraisemblablement J.D. Hawkins[6] dont l'ingénieur Lee a emprunté le runabout.
- Fats, mitrailleur, et Dickie, observateur, accompagnent Buck Danny pour sa première mission aérienne. Tous trois doivent sauter en parachute après avoir été percutés par un avion japonais. Sur l'île de Guadalcanal, ils échappent à la capture mais Fats est tué par les Japonais.
- Teddy Lorrimer, jeune mousse anglais ayant échappé aux Japonais, il guide les trois Américains sur Guadalcanal.
- Timmy Dumps, pilote américain, supérieur hiérarchique et meilleur ami de Buck Danny, il est finalement abattu par les Japonais.
- Une jeune Mélanésienne anonyme, recueillie dans son enfance par un missionnaire anglais, elle sauve Buck Danny des cannibales.

Ces personnages secondaires ne font que de brèves apparitions, contrairement à Tuckson et Tumbler qui accompagnent sans discontinuer Buck Danny à partir du troisième album (La Revanche des Fils du Ciel). Cependant, à la planche J.040, apparaît un enseigne de vaisseau pilote, conversant avec Danny, et dont le visage préfigure (par anticipation ?) celui de Tumbler.

## Avions
- Mitsubishi Ki-21 « Sally »
- Nagoya-Sento Ki 001 « Ben ». Appareil inexistant. Il provient d’une interprétation erronée (par le renseignement militaire) des restes de certains avions japonais descendus (ou crashés) à Pearl Harbor, et principalement d'un Aichi D3A1 type Val 99. Ce n’est qu’en 1943 que le département de la guerre a compris qu'il n'existait aucun avion de ce type.
- Kawasaki Ki-10 « Perry »
- Douglas SBD Dauntless. En fait dans la BD, une version imaginaire - ou fictive - d'un Dauntless triplace
- Aichi D1A « Susie »
- Kawasaki Ki-48 « Lily »
- Grumman F6F-3 Hellcat
- Grumman TBF Avenger
- Curtiss P-40 Warhawk. planche J.022
- Hydravion de chasse. planche J.024 - équivalent au Nakajima A6M2-N « Rufe »
- Martin A-30 Baltimore. planche J.027 - Baltimore II pour les Britanniques ; cet appareil n'a pas servi dans les forces armées américaines
- Kawanishi H8K « Emily ». planche J.040 - Hydravion quadrimoteur japonais conforme à la réalité
- Curtiss SB2C Helldiver. planche J.041
- Kawasaki Ki-61 Hien « Tony »
- Aichi D3A « Val »
- Nakajima B5N « Kate »
- Mitsubishi A6M-3 Zero-sen « Hamp »

## Publication

### Revues
- Journal Spirou du no 455 du 2 janvier 1947 au no 505 du 18 décembre 1947.

### Album
- Dupuis Janvier 1948